# Gran Chaco

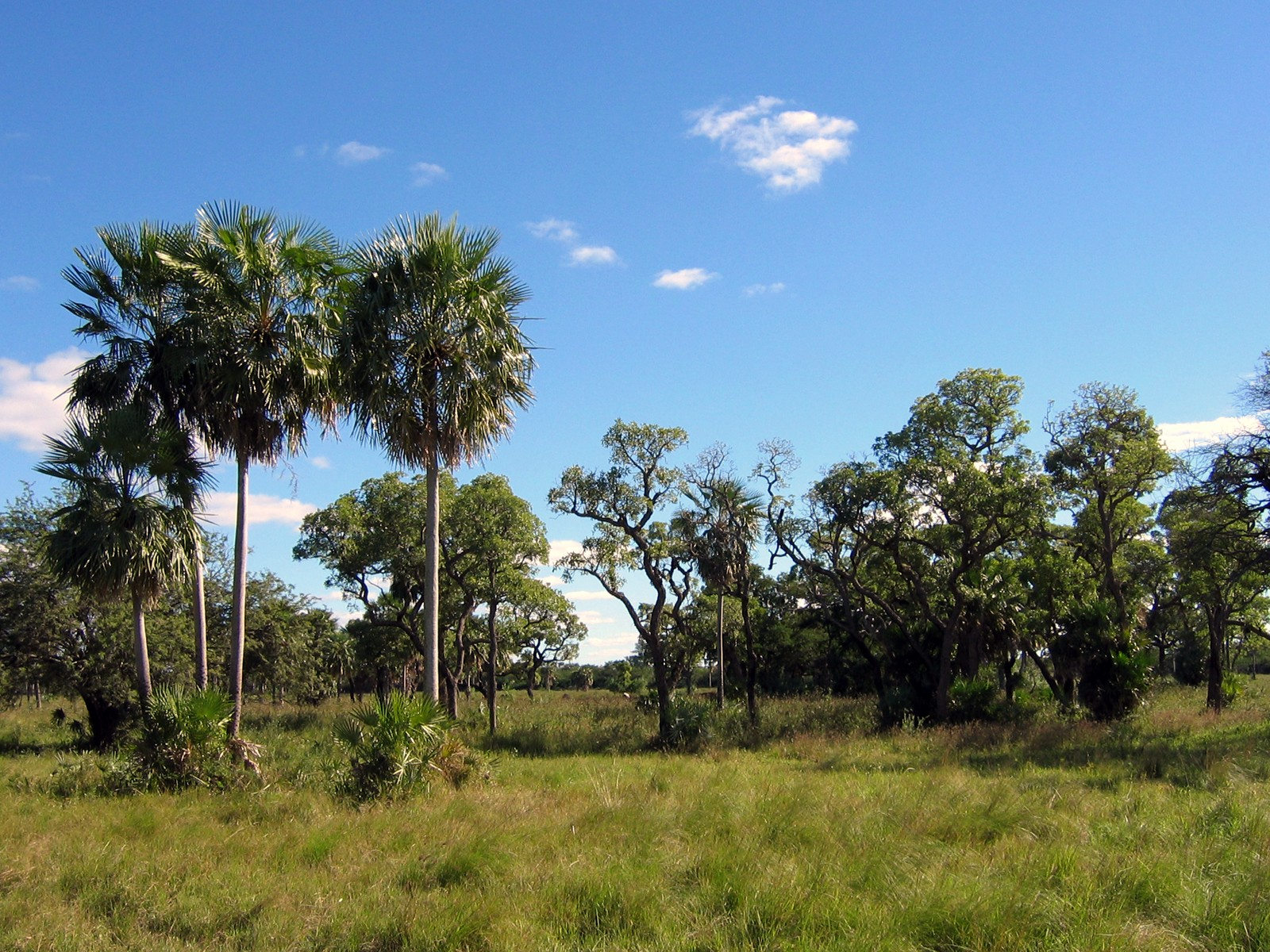
Landskap i Gran Chaco, Paraguay

Gran Chaco (Quechua chaku, "jaktmarken"), är ett glest befolkat, hett och torrt slättlandsområde vid Río de la Platas flodområde. Det delas mellan Bolivia, Paraguay, Argentina och en del av den brasilianska delstaten Mato Grosso.

## Geografi
Gränsen i väster utgörs av Anderna i Paraguay, Bolivia samt Argentina och i öster av Paraguayfloden. Området är omkring 647 500 kvadratkilometer stort. Det ligger ungefär mellan 17° och 33° sydlig latitud och 65° och 60° västlig longitud. Alto Chaco nära bergen i väster är torrt med liten vegetation, men österut mot Bajo Chaco finns djungler med quebrachoträd och gräsbevuxna skogsgläntor med ett rikt insektsliv. Landskapet är till största delen platt.
Området är till största delen bebott väster och öster om Paraguayfloden. Det har stora tillgångar på garvämnen och timmer från quebrachoträden och speciella garvningsindustrier har byggts upp i området. Palo santoträden i Central Chaco är källan till guayacann, som bland annat används för parfymering av tvål. I Paraguay odlas även yerba mate i de lägre delarna av Gran Chaco.

## Historia
Gran Chaco var ett omstritt område sedan 1810. Officiellt ansågs det vara en del av Bolivia, men Paraguay började att tvångsförflytta invånarna dit vilket Bolivia vägrade.
I området ägde Chacokriget rum 1932-1935 mellan Paraguay och Bolivia, som gällde förmodade oljefyndigheter i Chaco Boreal, en region norr om Pilcomayofloden och väster om Paraguayfloden. Bolivia ville ha tillgång till Paraguayfloden för att transportera olja ut till kusten, medan Paraguay hävdade att de ägde området. Bolivia hade blivit ett kustlöst land efter salpeterkriget. Slutligen nåddes en uppgörelse 1938, som gav Paraguay tre fjärdedelar av Chaco Boreal. Bolivia fick en korridor till Paraguayfloden med möjlighet att använda Puerte Cosado och rätten att bygga en egen hamn. Någon olja hittades dock inte.
Mennoniter kom till den paraguayanska delen av regionen, från Kanada på 1920-talet samt från Sovjetunionen på 1930-talet och efter andra världskriget. De byggde upp några av de mest befolkade områdena i Gran Chaco.

## Flora och fauna
Gran Chaco har bland de högsta medeltemperaturerna på kontinenten.
Ekosystemet är unikt och var svårförstått av forskare ända fram till senare år. Ekosystemet förstörs sakta av civilisationen vid införande av boskap, bränning av vegetationen och oansvariga beslut inom jordbruket. Många grupper försöker att skydda det unika ekosystemet.
Navelsvinet (Catagonus wagneri), som upptäcktes på 1970-talet är ett stort däggdjur endemiskt för Chaco. I den argentinska delen av området finns minst åtta arter av bältdjur och minst tio i den paraguayanska delen.
I september 1995 grundades nationalparken Kaa Iya del Gran Chaco i den bolivianska delen. Det administreras och grundades endast av indianer, bland annat Izoceño Guaraní, Ayoreode och Chiquitano.